# Херман III фон Хохщаден
Херман III фон Хохщаден „Богатия“ (на немски: Hermann III von Hochstaden, der Reiche; * ок. 1055; † 21 ноември 1099, Зигбург) от фамилията на графовете на Аре-Хохщаден, е архиепископ на Кьолн (1089 – 1099).

## Живот
Той е син на Герхард фон Васенберг и съпругата му вероятно от род Ецони. Брат е на Герхард I фон Хохщаден († сл. 1096), първият граф на Хохщаден. Роднина е на Фридрих II фон Аре († 1168), епископ на Мюнстер (1152 – 1168), Лотар фон Хохщаден († 1194), епископ на Лиеж (1192 – 1193) и имперски канцлер, Дитрих II фон Аре († 1212), епископ на Утрехт (1197 – 1212), и на Конрад фон Хохщаден, архиепископ на Кьолн (1238 – 1261). Роднина е също и с архиепископ Хартвиг фон Магдебург († 1102) и епископ Йохан I фон Шпайер († 1104).
Помага му неговият предшественик архиепископ Анно II († 1075). През 1074/75 г. той е вице-домус на Кьолн и от 1076 г. пропст на Св. Виктор в Ксантен. От 1085 до 1089 г. Херман е германски канцлер на император Хайнрих IV. Императорът го прави архиепископ на Кьолн.
До 1095 г. Херман е ерц-канцлер за Италия. Той е привърженик на императора и на папа Климент. На 6 януари 1099 г. Херман коронова Хайнрих V в Аахен за германски крал.
Той се концентрира върху въвеждането на „реформата от Зигбург“ (на епископ Анно II от 1064 г.) и върху кьолнските градски манастири. През 1096 г. Херман прави безуспешен опит да спаси евреите.
Погребан е в манастир в Зигбург.